# Friedersdorf (Spree)
Friedersdorf (Spree) (hornolužickosrbsky Bjedrichecy) je vesnice, místní část města Neusalza-Spremberg v Horní Lužici v německé spolkové zemi Sasko. Nachází se v zemském okrese Zhořelec a má přibližně 1 300 obyvatel.

## Geografie
Ves leží poblíž hranic s Českou republikou asi 2 km severozápadně od Ebersbachu. Friedersdorf leží na horním toku řeky Sprévy. Vesnicí vede spolková silnice B96 a železniční trať Žitava–Bischofswerda.